# Organització Todt
L'organització Todt va ser una organització d'enginyeria civil i militar estructurada com un exèrcit durant l'Alemanya nazi. Va esclavitzar aproximadament 1.500.000 de persones dels països ocupats durant la Segona Guerra Mundial.
El 1938 Hitler va encarregar Fritz Todt, ministre d'armament i producció bèl·lica, de crear una organització de la qual el primer projecte major va ser la construcció de la línia de defensa occidental (Westwall) contra la Línia Maginot francesa. Va ser una organització de suport a les operacions militars molt important durant tota la guerra. S'encarregava entre altres de la construcció de ponts i carreteres estratègiques, d'infraestrucutres de comunicació, d'estructures defensives, de búnquers, de fàbriques d'armament i de camps de concentració.
El funcionament de l'organització restava dirigit per una jerarquia molt estricte d'administradors i enginyers, com per exemple Ferdinand Porsche al cim, seguida per una estructura piramidal. La majoria dels treballadors eren, voluntaris, “voluntaris obligats” i al baix de l'escala, esclaus de països ocupats o presoners dels camps, obligats a viure en condicions terribles. Després de la mort de Fritz Todt Albert Speer va succeir-lo cal cim de l'organització tant com a ministre d'armament i producció bèl·lica. S'estima que un 25.000 republicans exiliats després de la guerra civil espanyola van participar de grat o per força a les obres de l'Organització a França.

## Jerarquia

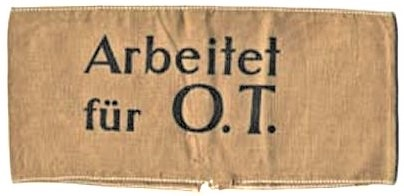
Braçal de treballador al capdavall de la jerarquia

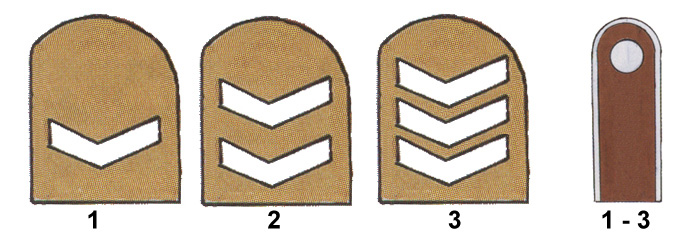
Obrer de primera classe, mestre, mestre superior

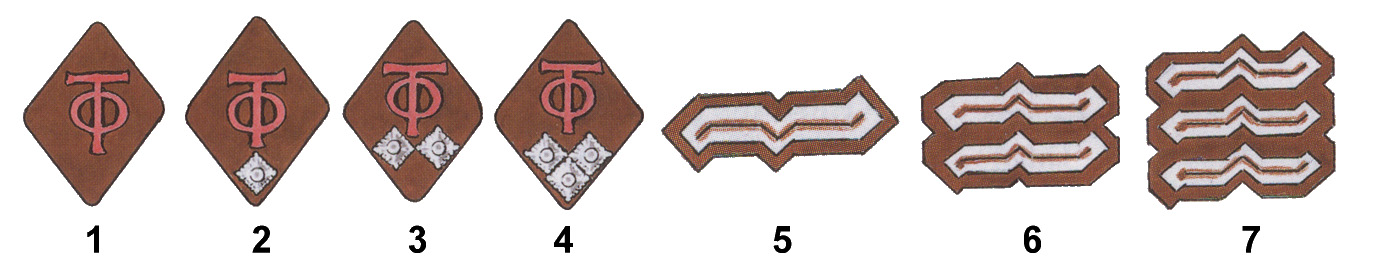
“Oficials”
1. Truppführer
2. Obertruppführer
3. Haupttruppführer
4. Frontführer/Bauführer
5. Oberfrontführer/Oberbauführer II
6. Oberfrontführer/Oberbauführer I
7. Hauptfrontführer/Hauptbauführer

Caps de l'organització
- Fritz Todt (1938 - 1942)
- Albert Speer (1942 - 1945)

Col·laboradors
- Friedrich Tamms, arquitecte